# Pablo Alvarado
Pablo Andrés Alvarado (El Calafate, Santa Cruz, Argentina, 27 de febrero de 1986) es un futbolista argentino que se desempeña como defensor central y actualmente milita en Ferro Carril Oeste de la Primera Nacional.

## Trayectoria
Jugó en inferiores y primera división local en el club local del calafate Argentinos del Sur.
Inició su carrera en la CAI de Chubut y de ahí saltó a las divisiones inferiores de San Lorenzo, donde Gustavo Alfaro lo hizo debutar en primera división en el año 2005. Fue uno de los integrantes del plantel campeón del 2007. Jugó en Belgrano de Córdoba en el año 2009 desempeñándose como mediocampista. Jugó copas sudamericanas y libertadores de América, actuando de lateral derecho, defensor central e incluso de volante central.
Integró la selección Argentina Sub-17, donde se consagró campeón sudamericano y jugó el mundial de la categoría en Finlandia 2003. También formó parte de la selección sub-20.
En diciembre del año 2013 renovó su vínculo con San Lorenzo por 3 años más.
Tras algunas negociaciones con el club brasileño Flamengo, finalmente en marzo de 2014 el defensor fue cedido a préstamo a Racing Club de Avellaneda. En 2015 convierte un gol en la victoria 1 a 0 ante Vélez Sarsfield, dándole al club la Copa Ciudad de Mar del Plata.

### Ferro
Se confirma su llegada al conjunto de Caballito para disputar el Campeonato de Primera Nacional 2023 en lo que sería su retorno al fútbol Argentino.

## Estadísticas
Actualizado al 14 de noviembre de 2023

| Club                              | Div.                | Temporada           | Liga  | Liga  | Copas nacionales | Copas nacionales | Torneos internacionales | Torneos internacionales | Total | Total |
| Club                              | Div.                | Temporada           | Part. | Goles | Part.            | Goles            | Part.                   | Goles                   | Part. | Goles |
| --------------------------------- | ------------------- | ------------------- | ----- | ----- | ---------------- | ---------------- | ----------------------- | ----------------------- | ----- | ----- |
| San Lorenzo Argentina             | 1.ª                 | 2005-06             | 13    | 0     | 0                | 0                | 0                       | 0                       | 13    | 0     |
| San Lorenzo Argentina             | 1.ª                 | 2006-07             | 24    | 0     | 0                | 0                | 2                       | 0                       | 26    | 0     |
| San Lorenzo Argentina             | 1.ª                 | 2007-08             | 19    | 0     | 0                | 0                | 8                       | 0                       | 27    | 0     |
| San Lorenzo Argentina             | 1.ª                 | 2008-09             | 2     | 0     | 0                | 0                | 0                       | 0                       | 2     | 0     |
| Belgrano Argentina                | 1.ª                 | 2009-10             | 27    | 0     | 0                | 0                | 0                       | 0                       | 27    | 0     |
| Belgrano Argentina                | Total               | Total               | 27    | 0     | 0                | 0                | 0                       | 0                       | 27    | 0     |
| San Lorenzo Argentina             | 1.ª                 | 2010-11             | 4     | 0     | 0                | 0                | 0                       | 0                       | 4     | 0     |
| San Lorenzo Argentina             | 1.ª                 | 2011-12             | 20    | 1     | 0                | 0                | 0                       | 0                       | 20    | 1     |
| San Lorenzo Argentina             | 1.ª                 | 2012-13             | 35    | 0     | 0                | 0                | 0                       | 0                       | 35    | 0     |
| San Lorenzo Argentina             | 1.ª                 | 2013-14             | 16    | 0     | 2                | 1                | 2                       | 0                       | 20    | 1     |
| San Lorenzo Argentina             | Total               | Total               | 75    | 1     | 2                | 1                | 2                       | 0                       | 79    | 2     |
| Racing Club Argentina             | 1.ª                 | 2013-14             | 6     | 0     | 0                | 0                | 0                       | 0                       | 6     | 0     |
| Racing Club Argentina             | 1.ª                 | 2014                | 0     | 0     | 0                | 0                | 0                       | 0                       | 0     | 0     |
| Racing Club Argentina             | 1.ª                 | 2015                | 5     | 0     | 0                | 0                | 3                       | 0                       | 8     | 0     |
| Racing Club Argentina             | Total               | Total               | 11    | 0     | 0                | 0                | 3                       | 0                       | 14    | 0     |
| Godoy Cruz Argentina              | 1.ª                 | 2016                | 11    | 0     | 3                | 1                | 0                       | 0                       | 14    | 1     |
| Godoy Cruz Argentina              | Total               | Total               | 11    | 0     | 3                | 1                | 0                       | 0                       | 14    | 1     |
| Defensa y Justicia Argentina      | 1.ª                 | 2016-17             | 6     | 0     | 1                | 0                | 0                       | 0                       | 7     | 0     |
| Defensa y Justicia Argentina      | 1.ª                 | 2017-18             | 6     | 0     | 2                | 0                | 2                       | 0                       | 10    | 0     |
| Defensa y Justicia Argentina      | Total               | Total               | 12    | 0     | 3                | 0                | 2                       | 0                       | 17    | 0     |
| Unión La Calera · Chile           | 1.ª                 | 2018                | 26    | 1     | 0                | 0                | 0                       | 0                       | 26    | 1     |
| Unión La Calera · Chile           | 1.ª                 | 2019                | 22    | 1     | 0                | 0                | 4                       | 0                       | 26    | 1     |
| Unión La Calera · Chile           | Total               | Total               | 48    | 2     | 0                | 0                | 4                       | 0                       | 52    | 2     |
| Independiente del Valle · Ecuador | 1.ª                 | 2020                | 12    | 0     | 0                | 0                | 2                       | 0                       | 14    | 0     |
| Independiente del Valle · Ecuador | Total               | Total               | 12    | 0     | 0                | 0                | 2                       | 0                       | 14    | 0     |
| Palestino · Chile                 | 1.ª                 | 2021                | 14    | 0     | 0                | 0                | 5                       | 0                       | 19    | 0     |
| Palestino · Chile                 | Total               | Total               | 14    | 0     | 0                | 0                | 5                       | 0                       | 19    | 0     |
| Audax Italiano · Chile            | 1.ª                 | 2022                | 18    | 1     | 4                | 0                | 1                       | 0                       | 23    | 1     |
| Audax Italiano · Chile            | Total               | Total               | 18    | 1     | 4                | 0                | 1                       | 0                       | 23    | 1     |
| Ferro Argentina                   | 2.ª                 | 2023                | 27    | 0     | 0                | 0                | —                       | —                       | 27    | 0     |
| Ferro Argentina                   | Total               | Total               | 27    | 0     | 0                | 0                | 0                       | 0                       | 27    | 0     |
| Total en su carrera               | Total en su carrera | Total en su carrera | 313   | 4     | 12               | 2                | 29                      | 0                       | 363   | 6     |
| 1. 2. 3.                          |                     |                     |       |       |                  |                  |                         |                         |       |       |

## Palmarés

### Campeonatos nacionales
| Título                        | Club        | País      | Año  |
| ----------------------------- | ----------- | --------- | ---- |
| Primera División de Argentina | San Lorenzo | Argentina | 2007 |
| Primera División de Argentina | San Lorenzo | Argentina | 2013 |
| Primera División de Argentina | Racing Club | Argentina | 2014 |

### Campeonatos internacionales
| Título                         | Club             | Sede       | Año  |
| ------------------------------ | ---------------- | ---------- | ---- |
| Campeonato Sudamericano Sub-17 | Argentina sub-17 | Santa Cruz | 2003 |